# Heimano Bourebare
Heimano Bourebare, né le 15 mai 1989, est un footballeur international tahitien.

## Carrière
Bourebare joue dans l'équipe de l'AS Tefana avec qui il s'illustre dans le championnat national. En 2009, il participe avec la sélection tahitienne des moins de 20 ans, à la coupe du monde des moins de 20 ans et joue tous les matchs. Ils sont éliminés dès les phases de groupe.
Il est sélectionné pour la première fois en équipe nationale A en 2011 et est sélectionné pour la Coupe d'Océanie 2012 que son pays remporte. Il est titulaire lors de chaque match de cette compétition.

## Palmarès
- Vainqueur de la Coupe d'Océanie en 2012 avec l'équipe de Tahiti
- Champion de Polynésie française en 2010 et 2011 avec l'AS Tefana
- Finaliste de la Ligue des champions de l'OFC en 2012 avec l'AS Tefana
- Vainqueur de la Coupe de Polynésie française en 2010 et 2011 avec l'AS Tefana